# Marie-Luisa Purkrábková
Marie-Luisa Purkrábková (* 20. května 1998) je česká filmová a divadelní herečka, aktivistka, umělkyně a zakladatelka iniciativy NE!MUSÍŠ TO VYDRŽET.

## Život
Studovala činoherní herectví na DAMU, kde se setkala s projevy zneužívání a mocenské dominance ze strany jednoho z pedagogů. Rozhodla se veřejně tyto skutečnosti popsat. Postupně se stala aktivistkou s feministickými názory, hereckou kariéru postupně opustila. V roce 2023 byl na festivalu Jeden svět uveden dokument Mikoláše Arsenjeva Po prolomení ticha, ve kterém Purkrábková popisuje své zkušenosti aktivistky a postupný pocit vyhoření.

## Tvorba a aktivity

### Herectví
Jako herečka se objevila v několika studentských filmech (např. Směry, Kinetopsia) a televizních seriálech (Polda, Pět let). Účinkuje také v představeních Divadla DISK a Městských divadel pražských.

### Aktivismus
Na základě vlastní zkušenosti se sexuálním zneužíváním a zneužíváním moci v průběhu studia na DAMU se rozhodla Purkrábková založit iniciativu NE!MUSÍŠ TO VYDRŽET, do které se zapojilo mnoho žen s podobnými zkušenostmi na této i jiných školách. Své texty publikuje na feministickém webovém magazínu Druhá:směna.
| „                                  | „Abych mohla prolomit ticho, musela jsem se rozdělit na dvě osoby. Jedna jako by prezentovala vnější svět, jako by se stylem ‚fake it till you make it‘ dokázala propracovat až na vysoké příčky společenského žebříčku. Za cenu naprostého zničení té druhé. Utlačující a utlačovaná osoba se zde ale setkávají v jednom těle.“ | “ |
| — Luisa-Marie Purkrábková, Deník N | |   |

## Filmografie

### Seriály
- 2018: Polda
- 2022: Pět let

### Filmy
- 2013 – Lehká jako dech (TV film)
- 2018 – Směry (studentský film)
- 2018 – Cesta na měsíc (studentský film)
- 2021 – Jménem policie se oblékněte! (studentský film)
- 2022 – Svatá páteř (studentský film)
- 2024 – Kinetopsia (studentský film)